# Ionești (Gorj)
Ionești es una comuna ubicada en el distrito de Gorj, Rumania.

## Superficie
Cuenta con una superficie de 43,56 kilómetros cuadrados.

## Demografía
Hasta 2021 la población era de 2030 habitantes, con una densidad de población de 46,60 habitantes por kilómetro cuadrado.